# Caramulo (berg)
Caramulo is een berg op het vasteland van Portugal. 

## Geografie
De Caramulo (Portugees: Serra do Caramulo) ligt in de regio Centro  van Portugal. De berg bevindt in de gemeenten Vouzela, Tondela, Oliveira de Frades, Mortágua (in het district Viseu) en Anadia en Águeda (in het district Aveiro). 
De maximale hoogte van de berg is 1.075 meter. Deze top heet Caramulinho.
Op de berg bevindt zich de gelijknamige plaats (Portugees: vila) Caramulo met een inwonertal van ongeveer 1000.    

### Rivieren die in het Caramulo-gebergte ontspringen
- Alcofra
- Agadão
- Águeda
- Alfusqueiro
- Criz
- Dinha
- Barreiro
- Castelões
- Múceres
- Campo de Besteiros
- Mau
- Ribeira da Fraga

Het berggebied is voornamelijk samengesteld uit graniet en leisteen. De flora bestaat voornamelijk uit heide en brem. 

## Cultuur
Een van de bewijzen van menselijke bewoning uit de oudheid, zijn de hunebedden van Malhada de Cambarinho,  Espirito Santo da Arca en Lapa de Meruge. Het gebied werd vroeger bevolkt door Romeinen; er zijn nog enkele overblijfselen uit die tijd te vinden, zoals sporen van stenen wegen.
Op de berg liggen dorpen met granieten huizen en graanschuren (espigueiros in het Portugees) die typisch zijn voor deze regio.
In het dorp Caramulo ligt het Caramulo Museum. Het museum vertoont permanente exposities van beeldende kunst, klassieke auto's, (motor) fietsen en speelgoed. De expositie is ook online te zien In het dorp bevond zich vroeger een sanatorium voor tuberculose patiënten.   

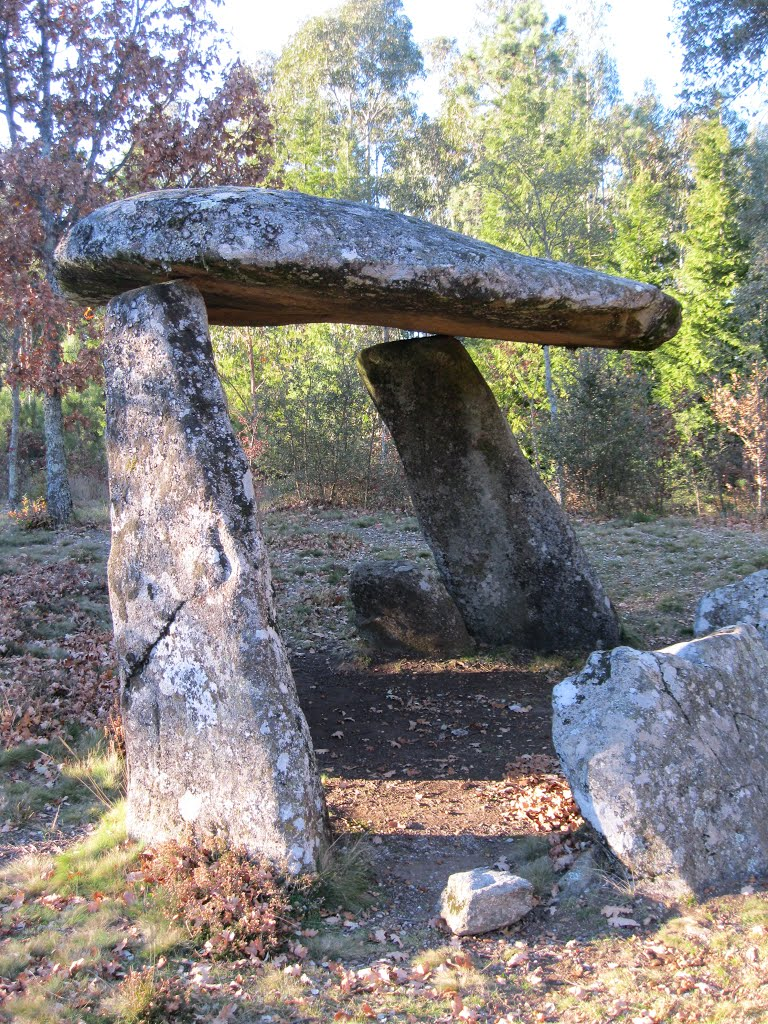
Hunebed bij Espírito Santo da Arca
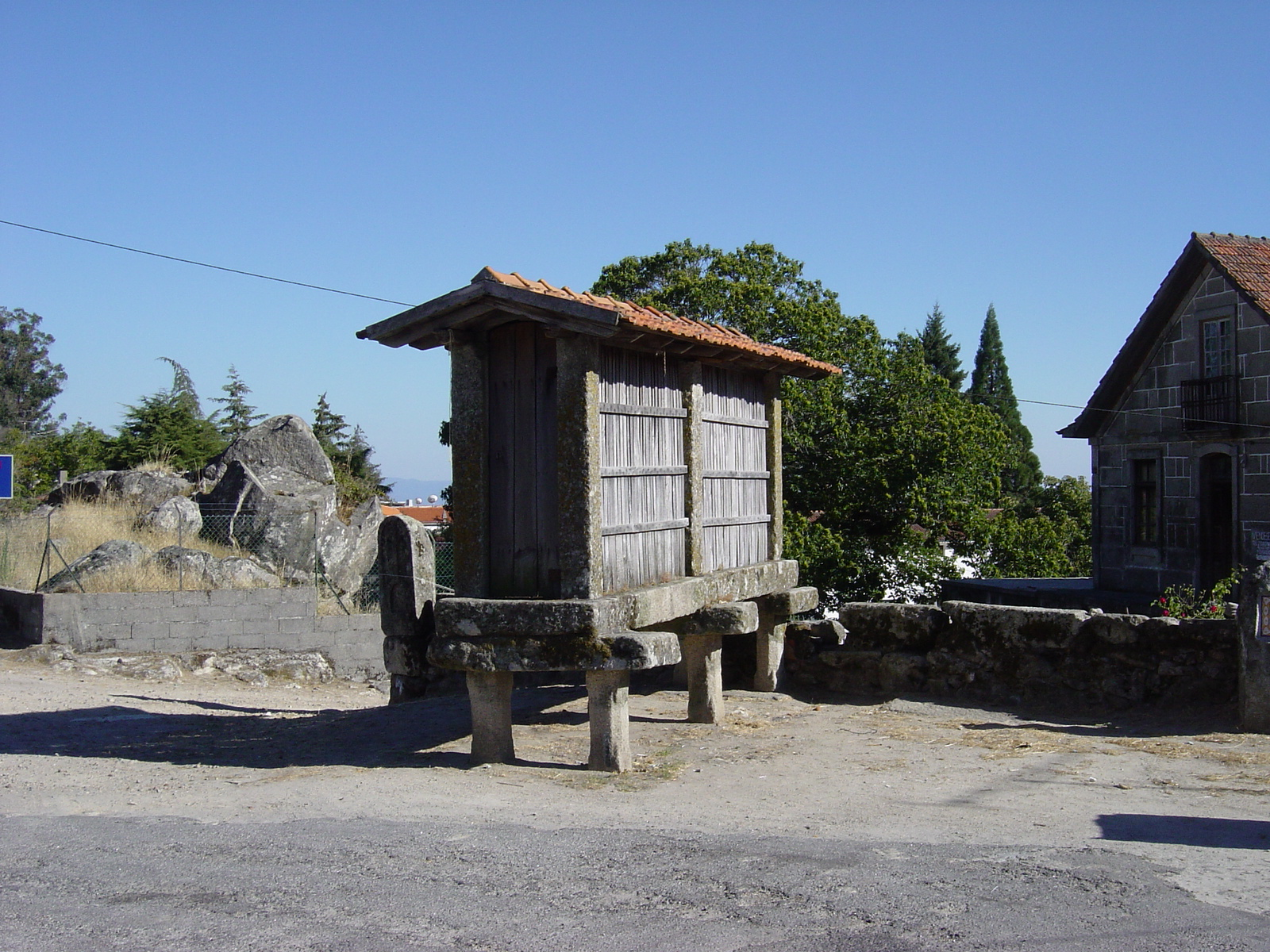
Graanschuur bij Guardão
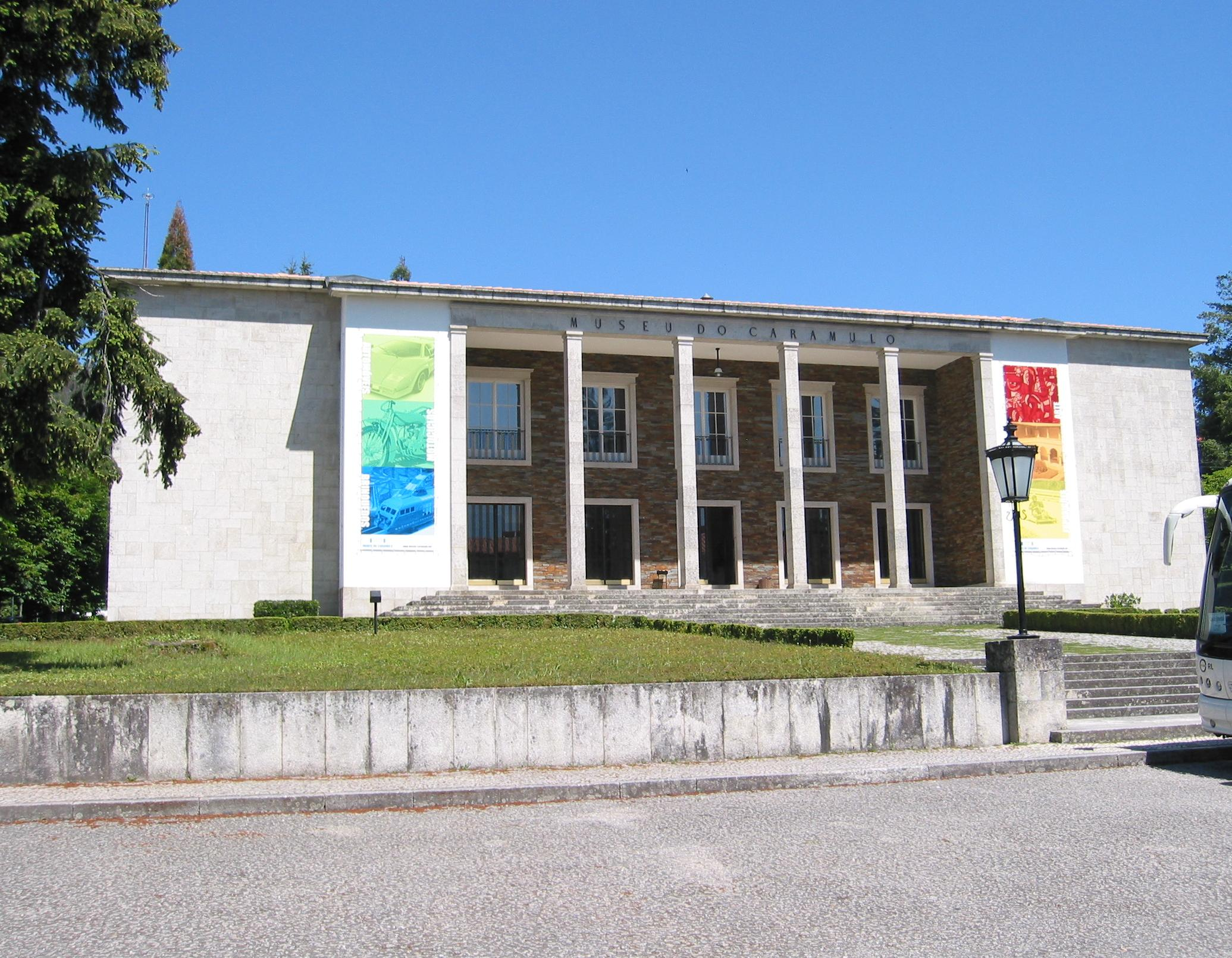
Caramulo museum
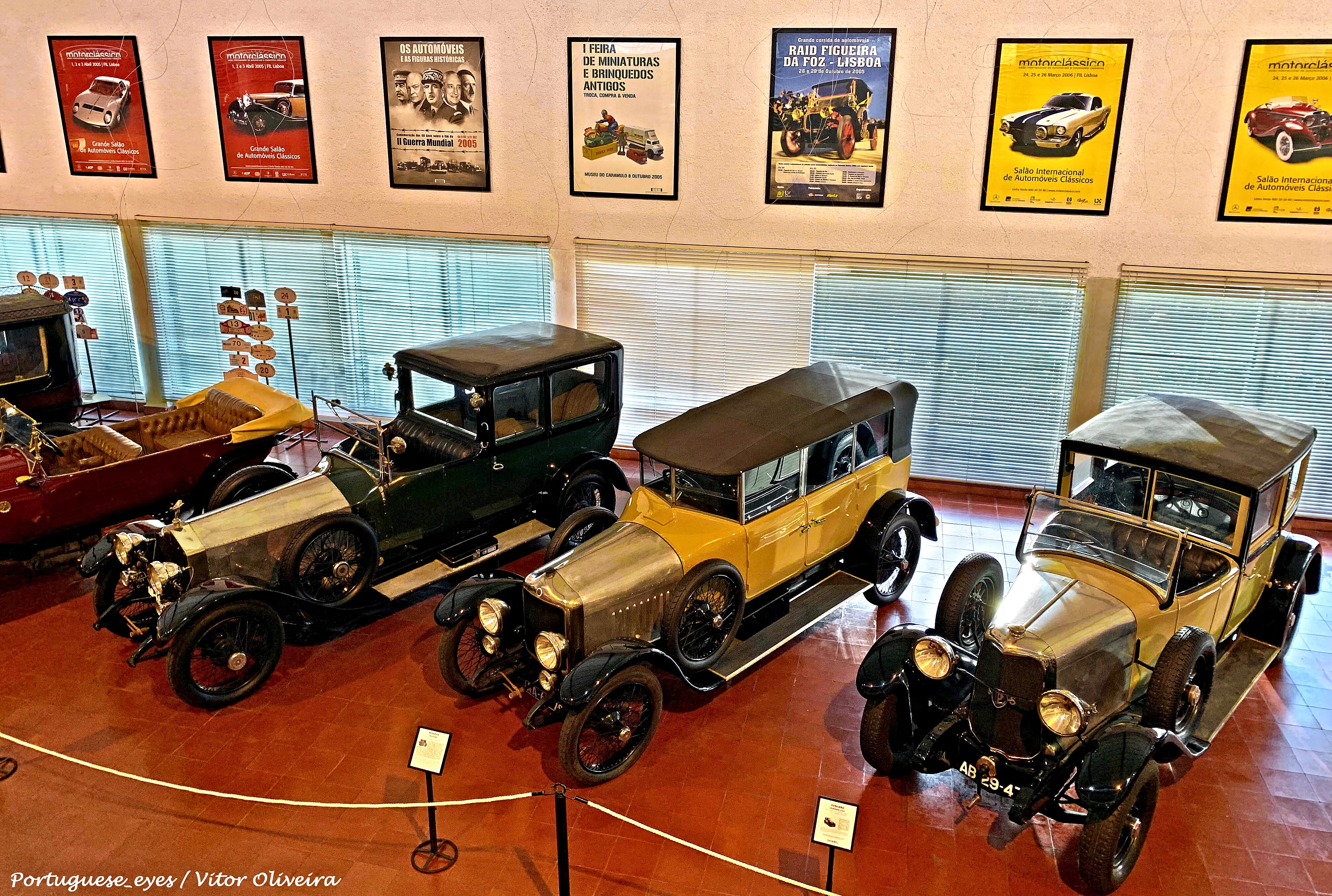
Klassieke auto's in het Caramulo museum

1. ↑  https://www.visitportugal.com/en/content/museu-do-caramulo. Gearchiveerd op 31 juli 2021.